# Aloisea Inyumba
  Aloisea Inyumba    (Uganda, 28 de desembre de 1964 - Kigali, 6 de desembre de 2012) va ser una política de Ruanda, que va ser Ministra de Gènere i Promoció Familiar del país i secretària executiva de la Comissió per la Unitat Nacional i la Reconciliació. Mentre estudiava treball social i administració social a la Universitat Makerere a Uganda, es va unir al Front Patriòtic Ruandès.
L'elogi del seu funeral va ser lliurat pel president Paul Kagame.

## Primers anys
Aloisea Inyumba va néixer el 28 de desembre de 1964 a Uganda, de pares nascuts a Ruanda. Va néixer després de la revolució ruandesa de 1959, que va veure la creació d'una república dominada per la majoria hutu i la persecució de la minoria tutsi. Mentre els seus pares encara vivien a Rwanda, i abans de néixer, el pare d'Inyumba va ser assassinat en una massacre de tutsis; la seva mare va escapar amb els seus cinc germans, i la família va fugir cap a la seguretat d'Uganda.
Inyumba va viure la seva infància a Uganda, completant la seva escolarització allí, i després va arribar a la Universitat Makerere de Kampala per estudiar un grau en treball social i administració social. En 1985, va tenir la seva primera trobada amb Paul Kagame, un altre refugiat ruandès que es trobava al servei de l'exèrcit rebel de Yoweri Museveni. Un any més tard, Museveni es va fer amb el país i va promoure Kagame i al seu compatriota ruandès Fred Rwigyema a oficials de l'exèrcit nacional del país. Kagame i Rwigyema van prendre aquestes posicions, però el seu objectiu final era tornar amb força al seu propi país, per facilitar el retorn dels refugiats. Kagame i Rwigyema es van unir i van crear el Front Patriòtic Ruandès, una organització d'alliberament ruandesa, i Inyumba també s'hi va unir.

## Carrera política
Després de la victòria militar del FPR al juliol de 1994, Inyumba va ser nomenada al nou govern de transició recentment format; aquest govern era encapçalat pel President Pasteur Bizimungu, però el país era dirigit de facto per Paul Kagame. Va ser nomenada per al càrrec de Ministra de Gènere i Promoció Familiar, i va començar un programa concertat per implicar les dones en la reconstrucció de Ruanda.
El 2011, va ser reelegida a la seva funció de Ministra de Promoció de Gènere i Família, paper que va mantenir fins a la seva mort el 2012.

## Vida personal i mort
Aloisea Inyumba estava casada amb Richard Masozera, antic Director-General de l'Office Rwandais de l'Aviation Civile (ORAC). La parella es va conèixer quan tots dos eren estudiants a la Universitat Makerere a Kampala. La parella va tenir dos fills, una nena i un nen.
Inyumba va morir el 6 de desembre de 2012 a la seva casa de Kigali. Havia estat patint de càncer de gorja, i havia tornat a casa després de buscar tractament a Alemanya. Inyumba va rebre un funeral estatal a l'edifici de Parlament de Ruanda a Kigali, i el seu elogi va ser llegit pel president del país, Paul Kagame. Kagame la va descriure com una líder desinteressada que era "un quadre molt bo i ideològicament clar". Altres parlants del funeral van ser el ministre d'Afers Exteriors Protais Musoni i la vice-governadora del Banc Nacional de Ruanda, Monique Nsanzabaganwa.